# Jean d'Esme
Jean d’Esme, pseudonyme du vicomte Jean Marie Henri d’Esmenard, né le 27 septembre 1894 à Shanghai en Chine et mort le 24 février 1966 à Nice en France, est un journaliste et écrivain français.

## Biographie
Fils d'un fonctionnaire des douanes d'Indochine originaire de La Réunion, Jean d’Esme fait ses études à Paris et entre en 1914 à la section indochinoise de l'École coloniale. Il s’oriente vers le journalisme et les voyages et prend le pseudonyme de Jean d'Esme. Il travaille à la rédaction ou à la direction des journaux Je sais tout, Le Matin et  l'Intransigeant.
En 1936, il tourne un film dans la région orientale du Niger: La Grande Caravane, sur le voyage d’une caravane vers les mines de sel de Bilma.
Il écrit une série d’articles pour L'Écho de Paris sur ses impressions en Éthiopie. Il devient un spécialiste du roman colonial dont le plus connu et le plus original est Les Dieux rouges, roman fantastique qui se passe en Indochine française.
En 1936, directeur de Paris-Soir en reportage  pendant la Guerre d'Espagne, il est emprisonné par les troupes franquistes pour avoir filmé dans des zones interdites.
En 1941, à la demande du Secrétariat à la jeunesse du Gouvernement de Vichy, il réalise à Ramatuelle le film "Quatre de demain" ayant pour sujet l'histoire d'un village de France qui sous le coup de la défaite reprend confiance et courage à la suite de la visite d'un groupe des Compagnons de France (mouvement de jeunesse maréchaliste, devenu vichysto-résistant). Participent au tournage la plupart des habitants de Ramatuelle, dont le président de la légion, le maire, le curé, l'instituteur, le garde-champêtre et le facteur, dans leur propre rôle.
Il écrit de nombreux livres pour enfants notamment pour la collection Bibliothèque verte des éditions Hachette.
Jean d’Esme est membre de l'Académie des sciences d'outre-mer, président de la Société des Écrivains maritimes et coloniaux et de la Société des gens de lettres qu'il préside lors des années 1955-1956. Un collège, construit en 1976, porte son nom à Sainte-Marie (La Réunion).

## Œuvre
(liste exhaustive)

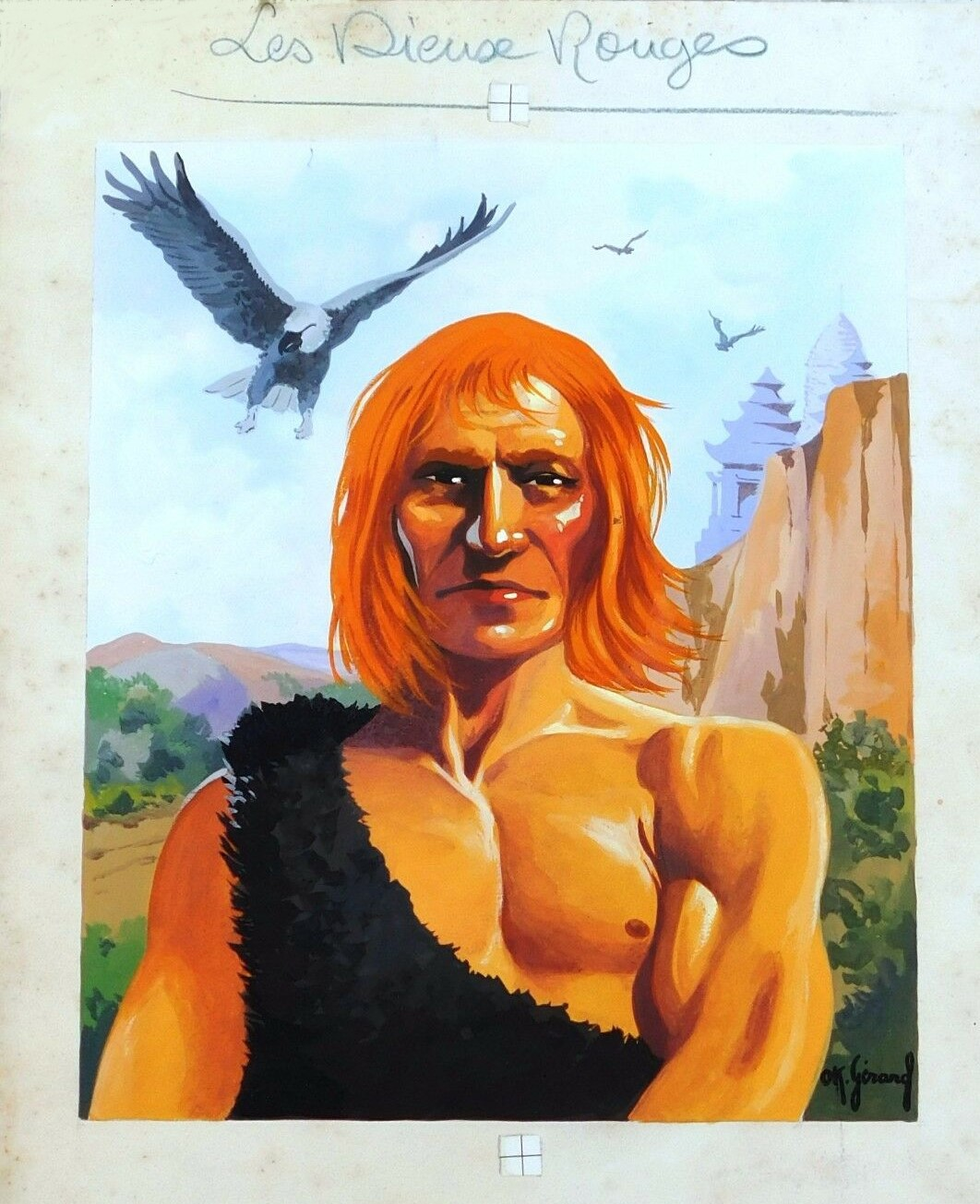
Gouache d'O.K. Gérard pour la couverture de la réédition du roman Les Dieux rouges aux Éditions de France, collection « Le Livre d'Aujourd'hui », 1932.

- 1920 : Thi-Bâ, fille d'Annam — La Renaissance du livre, collection des Écrivains combattants, 270 p. Prix de Jouy de l’Académie française en 1921.
- 1923 : Les Dieux Rouges (en) — La Renaissance du livre, collection Revue de France, 356 p.
- 1923 : L'Âme de la brousse — Paris, J. Ferenczi et fils, 272 p.
- 1925 : Les Barbares — Albin Michel, 381 p.
- 1927 : Au dragon d'Annam — La Nouvelle Revue critique, 211 p.
- 1928 : À travers l'Empire de Menelik — Plon, 335 p.
- 1928 : L'Île de la Solitude — Éditions de la Nouvelle Revue critique, coll. "Le Fleuron" no 1, 201 p.
- 1928 : L'Île rouge — Plon, 271 p.
- 1929 : Empereur de Madagascar — Libr. de la "Revue française", Alexis Redier, éditeur, , coll. "La Route" no 1, 368 p.
- 1929 : Le Soleil d’Éthiopie — La Nouvelle Revue critique, coll. "Les Maîtres du roman" no 45, 254 p.
- 1930 : L'Homme des sables — Ed. de la Nouvelle Revue critique, coll. Collection L'Épervier no 3, 255 p.
- 1930 : Afrique équatoriale — Éditions Duchartre, coll. "Images", 88 p. et planches.
- 1931 : Tornade — Les Éditions d'art H. Piazza, frontispice et ornementation de Pierre Courtois, 240 p.
- 1932 : Épaves australes — Ed. de la Nouvelle revue critique, coll. "Les maîtres du roman" no 61, 239 p.
- 1932 : Les Maîtres de la brousse — Les Éditions de France, coll. Le Livre d'aujourd'hui, 246 p.
- 1933 : La Terre du jour — Ed. de la Nouvelle Revue critique, coll. "Les Maîtres du roman" no 65, 249 p.
- 1935 : Fièvres — Flammarion, 248 p.
- 1936 : Les Défricheurs d'empires — Ed. de France, coll. "Le livre d'aujourd'hui"  no 253, 239 p.
- 1938 : Les Portes du destin — Ed. Librairie des Champs-Élysées, coll. Le Masque no 3, 253 p.
- 1938 : Que la vie est belle ! — Les Éditions de France, 241 p.
- 1940 : Les Chevaliers sans éperons — Flammarion, 249 p.
- 1944 : Les Nomades de la gloire — Les Publications techniques et artistiques, 255 p.
- 1945 : Les Impériaux — Flammarion, 219 p.
- 1945 : Le Conquérant de l'île rouge[3] — Nouvelles Éditions latines, 256 p.
- 1946 : Chasses aux grands fauves — Nouvelles Éditions latines, coll. "Bibliothèque maritime et coloniale", 222 p.
- 1947 : Leclerc — Éditions du Dauphin, 130 p.
- 1947 : La Marche vers le soleil — Ed. Colbert, Collection : Trio no 5, 128 p.
- 1948 : La Grande Horde — Flammarion, 249 p.
- 1949 : Sables de feu — Éditions du Dauphin, 279 p.
- 1949 : La Terre du jour — Éditions du Dauphin, 256 p.
- 1951 : Foch — Hachette, coll. Bibliothèque verte, 256 p.
- 1952 : Bournazel — Flammarion, 253 p.
- 1952 : De Lattre — Hachette, coll. "Bibliothèque verte", Ill. Jean Reschofsky, 257 p.
- 1953 : Joffre — Hachette, coll. "Bibliothèque verte", ill. Henri Faivre, 256 p.
- 1955 : Ce Maroc que nous avons fait — Hachette, 317 p.
- 1955 : Lions d'Afrique — avec illustrations photos couleur du film documentaire de Walt Disney : C'est la vie, Sté Française du Livre, coll. C'est la Vie no 3, images de Alfred et Emma Milotte.
- 1959 : D’héroïsme et de gloire — Hachette, coll. "Bibliothèque Hachette", Ill. J.-P. Ariel, 280 p.
- 1959 : De Gaulle — Hachette, coll. "Bibliothèque verte", Ill. Jean Reschofsky, 254 p.
- 1959 : La Libération de Toulon par l'armée de Lattre — L'Action automobile et touristique, Brochure, 23 p.
- 1960 : Les Chercheurs de mondes — Le Livre contemporain, coll. Visages de l'aventure, 223 p.
- 1960 : Djeri à l’éléphant — Hachette, coll. "Bibliothèque verte", Ill. François Batet, 256 p.
- 1961 : Bertrand-aux-Bois, chevalier de France — Hachette, coll. "Bibliothèque verte" no 180, Illustrations de J.-P. Ariel, 254 p.
- 1962 : Le Père Joffre — Éditions France-Empire, 318 p.
- 1963 : Compagnons de brousse — Flammarion, 237 p.
- 1963 : Le Japon héroïque — Société continentale d'éditions modernes illustrées, coll. "Connaissance de l'Asie", 356 p.
- 1965 : Gallieni — Plon, 320 p.

Rééditions
- Thi-Bâ fille d'Annam, Éditions Grande Librairie Universelle, coll. « Iris », Paris, 240 p., 1925, (1e éd. 1920)
- Thi-Bâ fille d'Annam, Les Éditions de France, 1932, (1e éd. 1920)
- À travers l'Empire de Ménélik, Office colonial d'édition, 1947, (1e éd. 1928)
- Épaves australes, Éditions du Dauphin, 1948 (1e éd. 1932)
- Les Nomades de la gloire, L’épopée de la Division, 1945, (1e éd. 1944)
- Thi-Bâ, fille d'Annam, Éditions S.E.P.E., 1948, (1eéd. 1920)
- Leclerc, Hachette, 1949 (1e éd. 1948)
- Leclerc, Hachette, coll. "Idéal-Bibliothèque", 1950 (1e éd. 1948)
- Le Soleil Éthiopie, A. Martel, 1952, (1e éd. 1929)
- Le Japon héroïque, mille ans de légende et d'histoire, Société continentale d'éditions modernes illustrées, coll. "Connaissance de l'Asie", 1965, (1e éd. 1963)
- Les Dieux rouges in Indochine. Un rêve d’Asie, Omnibus, 1995 (1e éd. 1924)  (ISBN 2-258039-20-7)
- Les Dieux rouges in Indochine. Un rêve d’Asie, Omnibus, 2000 (1e éd. 1924)  (ISBN 2-258039-20-7)
- Thi-Bâ, fille d'Annam, Kailash, coll. "Les exotiques", 2001, (1e éd. 1920)  (ISBN 2-84268-073-1)
- Les Dieux rouges, Kailash, coll. "Les exotiques", 2001 (1e éd. 1924)  (ISBN 2-84268-067-7)
- Épaves australes, Éditions L'Harmattan, coll. "Autrement mêmes", 2005  (ISBN 2-7475-9536-6)

## Hommages
Un collège à Sainte-Marie (La Réunion) porte son nom de plume.

## Sources
Monographie
Indochine. Un rêve d’Asie, Omnibus, 1995  (ISBN 2-258039-20-7)
Indochine. Un rêve d’Asie, Omnibus, 2000  (ISBN 2-258039-20-7)